# Felsőhutka
Felsőhutka (szlovákul: Vyšná Hutka) község Szlovákiában, a Kassai kerület Kassa-környéki járásában.

## Fekvése
Kassától 10 km-re délkeletre, a Tarca partján fekszik.

## Története
A község területe ősidők óta lakott, a bükki kultúra maradványait találták itt meg.
A falut 1293-ban „Felsewhwtka” néven említik először, neve személynévi (Hugka) eredetű. 1337-ben az abaszéplaki uradalomhoz tartozott. Több tulajdonos után 1427-ben az abaszéplaki apátság birtoka volt. Ekkor kilenc portát számláltak a faluban. A Fábián család birtoka, majd a 18. században a Bárczy családé. Szlovák lakossága fokozatosan elmagyarosodott.
A 18. század végén Vályi András így ír róla: „Alsó, és Felső Hutka. Két tót falu Abaúj Várm. földes Urai több Uraságok, lakosai katolikusok, fekszenek Hernád vizéhez közel, majd minden javaik vagynak, és Kassa is szomszédságokban lévén, piatzok alkalmatos.”
Fényes Elek 1851-ben kiadott geográfiai szótárában így ír a faluról: „Hutka (Felső), tót falu, Abauj vmegyében, 204 r. kath., 50 g. kath., 20 evang., 5 ref., 4 zsidó lak. F. u. a Bárczay nemzetség. Ut. p. Kassa.”
Borovszky Samu monográfiasorozatának Abaúj-Torna vármegyét tárgyaló része szerint: „Alsó-Hutka község 58 házában 364 magyar és tót lakik, Felső-Hutkán 52 házban 302 tót lakos. Mind a kettőnek postaállomása Széplak, táviróállomása Alsó-Mislye.”
A trianoni diktátumig Abaúj-Torna vármegye Füzéri járásához tartozott, majd az új Csehszlovák államhoz csatolták. 1938 és 1945 között ismét Magyarország része.
A második világháború után magyar lakosságát kitelepítették, ma szinte csak szlovákok lakják.

## Népessége
| Év:            | 1994. | 2004.   | 2014.    | 2024.    |
| -------------- | ----- | ------- | -------- | -------- |
| Emberek száma: | 363   | 356     | 446      | 549      |
| Eltérés:       |       | -1,92 % | +25,28 % | +23,09 % |

| Év:            | 2023. | 2024.   |
| -------------- | ----- | ------- |
| Emberek száma: | 536   | 549     |
| Eltérés:       |       | +2,42 % |

1910-ben 352-en, többségében magyar anyanyelvűek lakták, jelentős szlovák kisebbséggel.
2001-ben 367 lakosából 362 szlovák volt.
2011-ben 437 lakosából 399 szlovák volt.

## Nevezetességei
- Modern római katolikus temploma.

## Neves személyek
- Itt született 1931. május 17-én Mikó Jenő református püspök, egyházi író.[6]